# Überschwemmungen in Thailand 2011

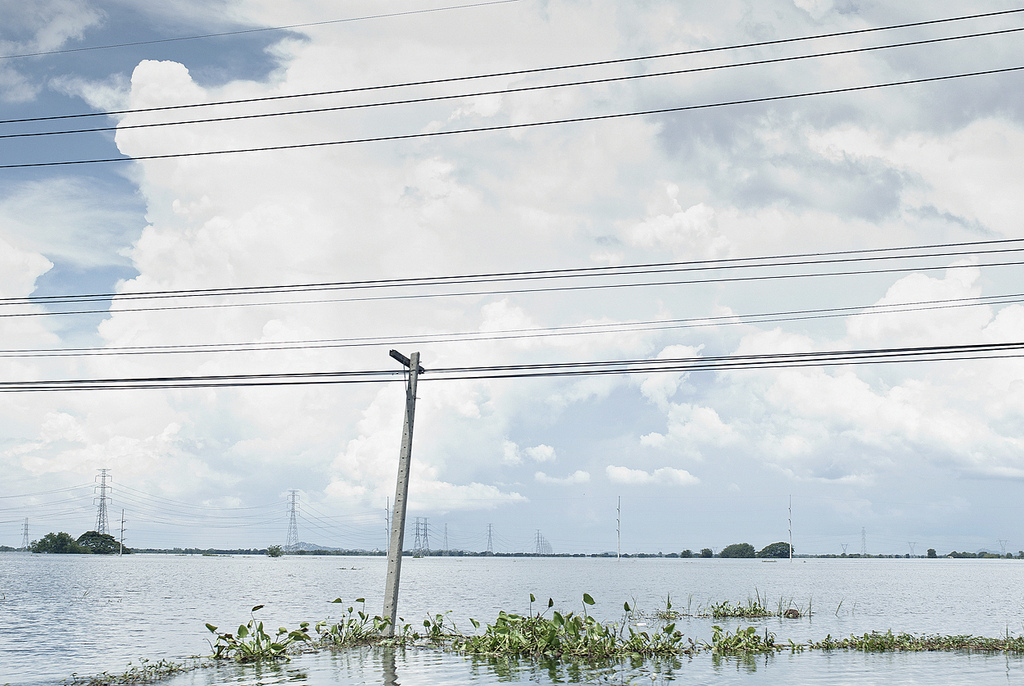
Überschwemmungen in Lop Buri

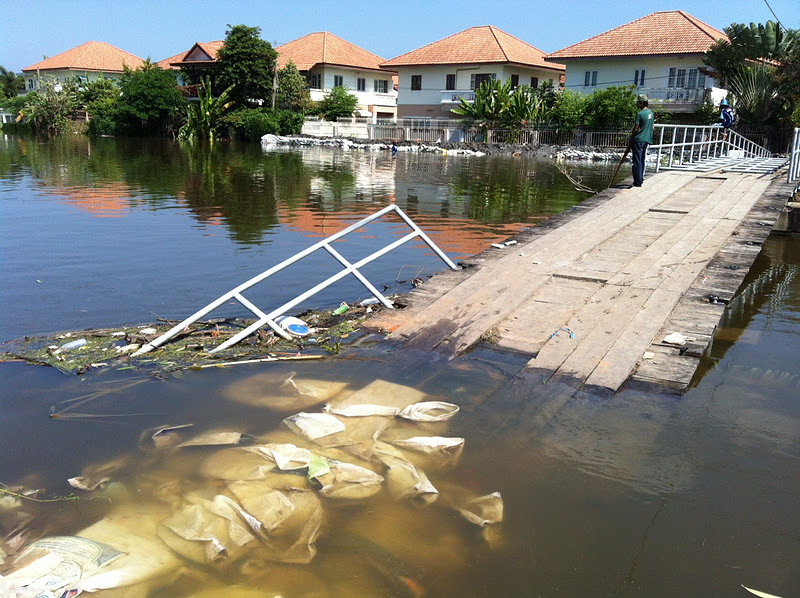
Überschwemmte Brücke

Die Überschwemmungen in Thailand 2011 wurden durch heftigen und ungewöhnlich lange anhaltenden Monsun ab Anfang Juli verursacht und betrafen vor allem das Gebiet entlang des Mae Nam Chao Phraya (Chao-Phraya-Fluss). Ende Oktober, als die Flut ihren Höchststand erreichte, kam erschwerend hinzu, dass eine Springflut das Abfließen des Wassers verlangsamte. Mit fast 400 Opfern, einer überschwemmten Fläche von rund sechs Millionen Hektar Land (fast 12 Prozent Thailands) und einem Sachschaden von rund 11,8 Mrd. Euro war sie die größte Hochwasserkatastrophe in Thailand seit 50 Jahren. Auch die Nachbarstaaten Laos und Kambodscha waren von den Überschwemmungen betroffen.
In 58 thailändischen Provinzen, darunter die Hauptstadt Bangkok und die ehemalige Königsstadt Ayutthaya, wurde Katastrophenalarm ausgerufen. Vor der bis zu drei Meter hohen Flut wurde in Bangkok ein fast 77 km langer Schutzwall aus 1,7 Millionen Sandsäcken errichtet, der weitgehend standhielt, jedoch auch von Bewohnern aus den Landesteilen nördlich von Bangkok teilweise absichtlich beschädigt wurde, damit das Wasser schneller aus ihrem Gebiet abfließt.
Insgesamt waren mehr als 2,3 Millionen Menschen von der Flut betroffen. Die Bahnstrecken in den Norden Thailands waren gesperrt und 72 Fern- und über 180 Landstraßen waren unpassierbar.
Bereits Ende März 2011 gab es schwere Überschwemmungen mit dem Schwerpunkt in Südthailand. Normalerweise ist dort zu dieser Zeit Trockenzeit. Diese Überschwemmungen kosteten 53 Menschen das Leben und um die 40.000 Menschen mussten evakuiert werden. Insgesamt waren zwei Millionen Menschen in zehn Provinzen betroffen.

## Verlauf

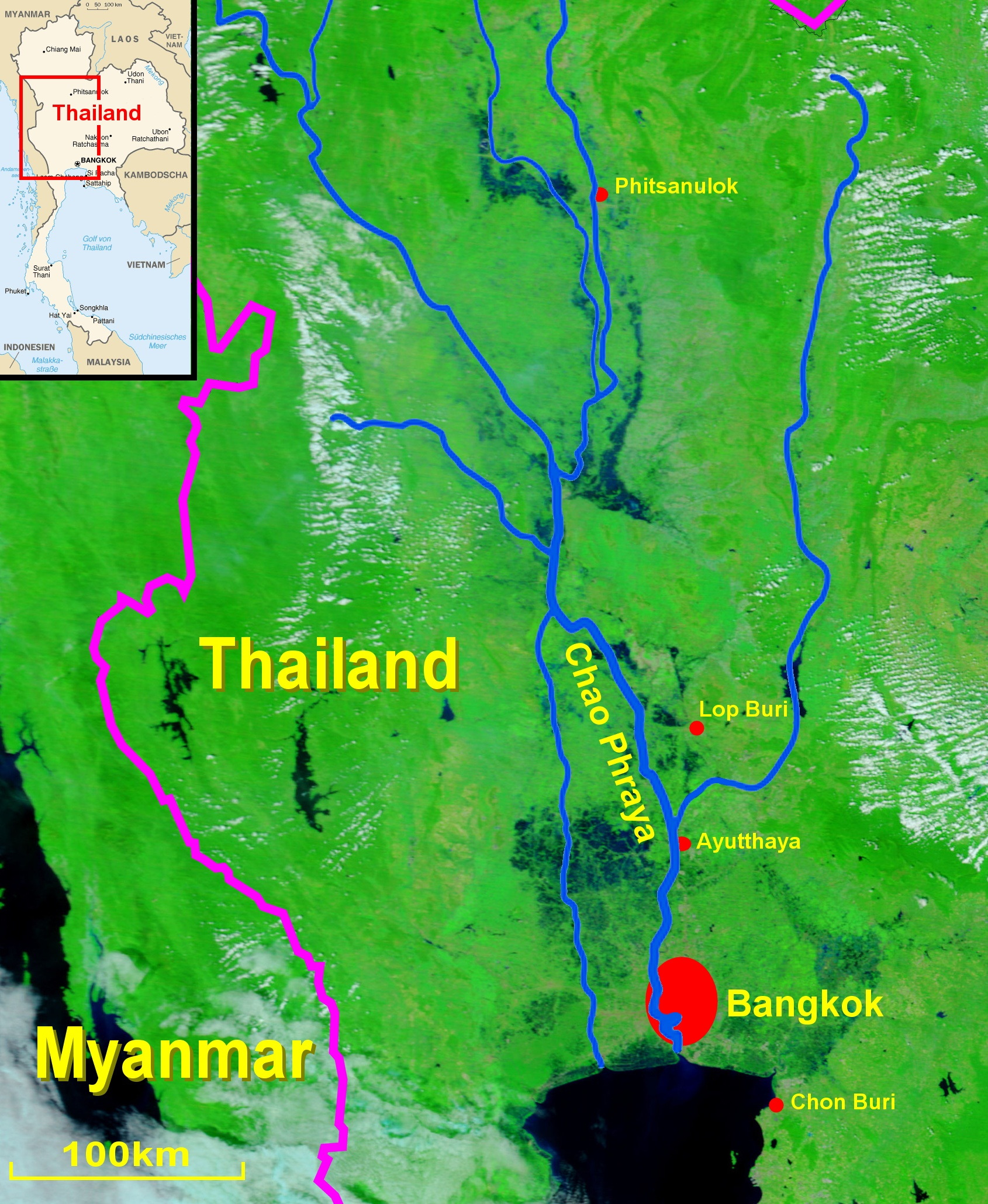
Die Falschfarben-Satellitenbilder zeigen die Situation am 13. November 2008…

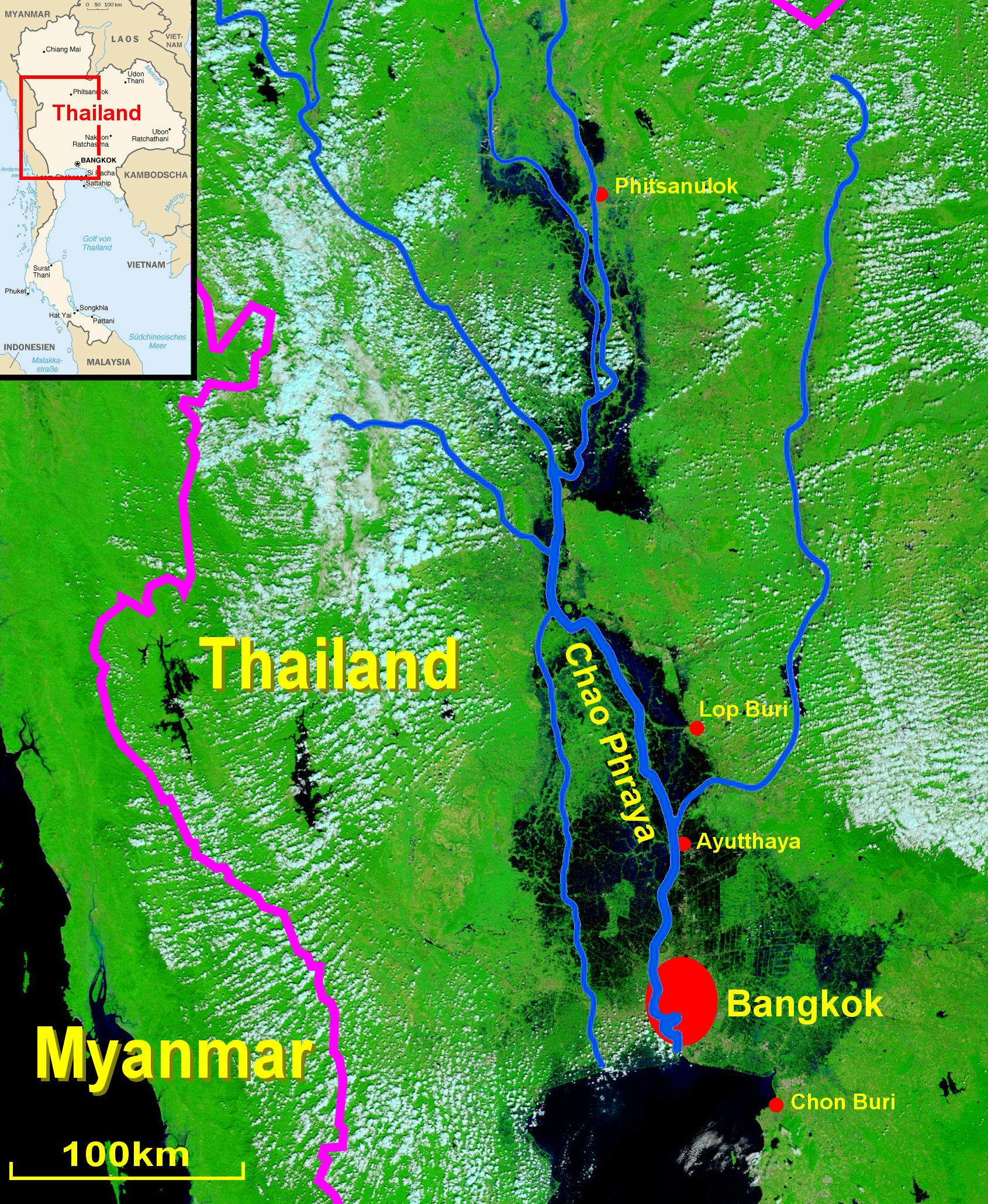
… und die überschwemmten Gebiete am 25. Oktober 2011 (dunkelblaue Farbe)

Der Monsunregen setzte 2011 im Mai ein. Im Juni traf der Tropische Sturm Nock-ten auf den Norden Vietnams. Die damit verbundenen Starkregenfälle führten im Norden und Nordosten Thailands vom 31. Juli an zu Sturzfluten und Überschwemmungen. Innerhalb einer Woche wurden 13 Opfer durch die Überschwemmungen gemeldet. Betroffen waren in dieser Phase die Provinzen Chiang Mai, Lampang, Lamphun, Mae Hong Son, Nan, Phrae und Uttaradit im Norden und die Provinzen Bung Kan, Nakhon Phanom, Nong Khai, Sakon Nakhon und Udon Thani im nördlichen Nordosten Thailands. Außerdem waren die nördlichen Zentralprovinzen Phichit, Phitsanulok und Sukhothai vom Hochwasser der Flüsse Mae Nam Yom und Mae Nam Nan betroffen.
Das Hochwasser hielt an, weil die Monsunregenfälle infolge des Effektes durch La Niña stärker ausfielen als üblich. Im Zentrum von Nan stand das Wasser Ende August 50 cm hoch. In der Provinz Phitsanulok wurden die höchsten Wasserstände seit 1995 beobachtet. In weiten Teilen der weiter abwärts im Flusssystem gelegenen Provinzen Nakhon Sawan, Ang Thong, Ayutthaya und Nakhon Nayok wurde nach und nach das Hochwasser stärker, und bis zum 22. August war die Zahl der durch die Auswirkungen der Überschwemmungen gestorbenen Personen auf 37 angestiegen. An der Bhumibol-Talsperre und am Sirikit-Staudamm musste immer mehr Wasser abgelassen werden, um einen Ausgleich zum hereinströmenden Wasser zu schaffen.
Am 19. September waren mit den Provinzen Uthai Thani, Chai Nat, Sing Buri, Ang Thong, Suphan Buri, Ayutthaya, Pathum Thani und Nonthaburi fast alle der zentral gelegenen Provinzen des Flachlandes von den Überschwemmungen betroffen; Pathum Thani und Nonthaburi liegen direkt nördlich der Hauptstadt Bangkok. Das Versagen von Hochwasser-Schleusentoren führte dazu, dass das Wasser des Chao Phraya über Bewässerungskanäle große Flächen von Reisfeldern in Singburi, Ang Thong und Ayutthaya überflutete, doch wirkte sich dies auch positiv aus, weil so der Druck des Hochwassers auf Bangkok verringert wurde und diese Flächen als Retentionsgebiete wirkten.
Innerhalb weniger Tage beförderten Ende September und Anfang Oktober die Taifune Nesat und Nalgae und der Tropische Sturm Haitang weiter extrem feuchte Luft in den Norden und Nordosten Thailands.
Anfang Oktober waren die meisten Stauseen gefüllt oder überfüllt, sodass durchweg die Abflussmenge erhöht werden musste, was die Wirkungen des Hochwassers weiter abwärts verstärkte. Ende Oktober erreichte das Hochwasser die Außenbezirke von Bangkok und drang gen Südwesten und Südwesten vor, so dass auch Teile der Provinzen Chachoengsao und Nakhon Pathom überschwemmt wurden. Die Regierung erklärte daraufhin den 27., 28. und 31. Oktober zu Feiertagen, so dass Mitarbeiter des öffentlichen Dienstes sich um die Hochwasserlage kümmern konnten. Mehrere Bezirke in Bangkok mussten komplett geräumt werden, weil das Wasser über einen Meter hoch stand und die Stromversorgung eingestellt werden musste. Provisorische Unterkünfte wurden eingerichtet, mussten aber teilweise wieder geräumt werden, als das Hochwasser auch deren Gebiete erreichte. Einwohner von Bangkok versuchten, ihre Autos und Mopeds vor den Fluten in Sicherheit zu bringen. Hierfür wurden die Seitenstreifen auf den zahlreichen Brücken der Stadt sowie der Parkplatz des weiterhin geöffneten Flugplatzes Suvarnabhumi als öffentlicher Parkplatz freigegeben.

## Wirtschaftliche Auswirkungen

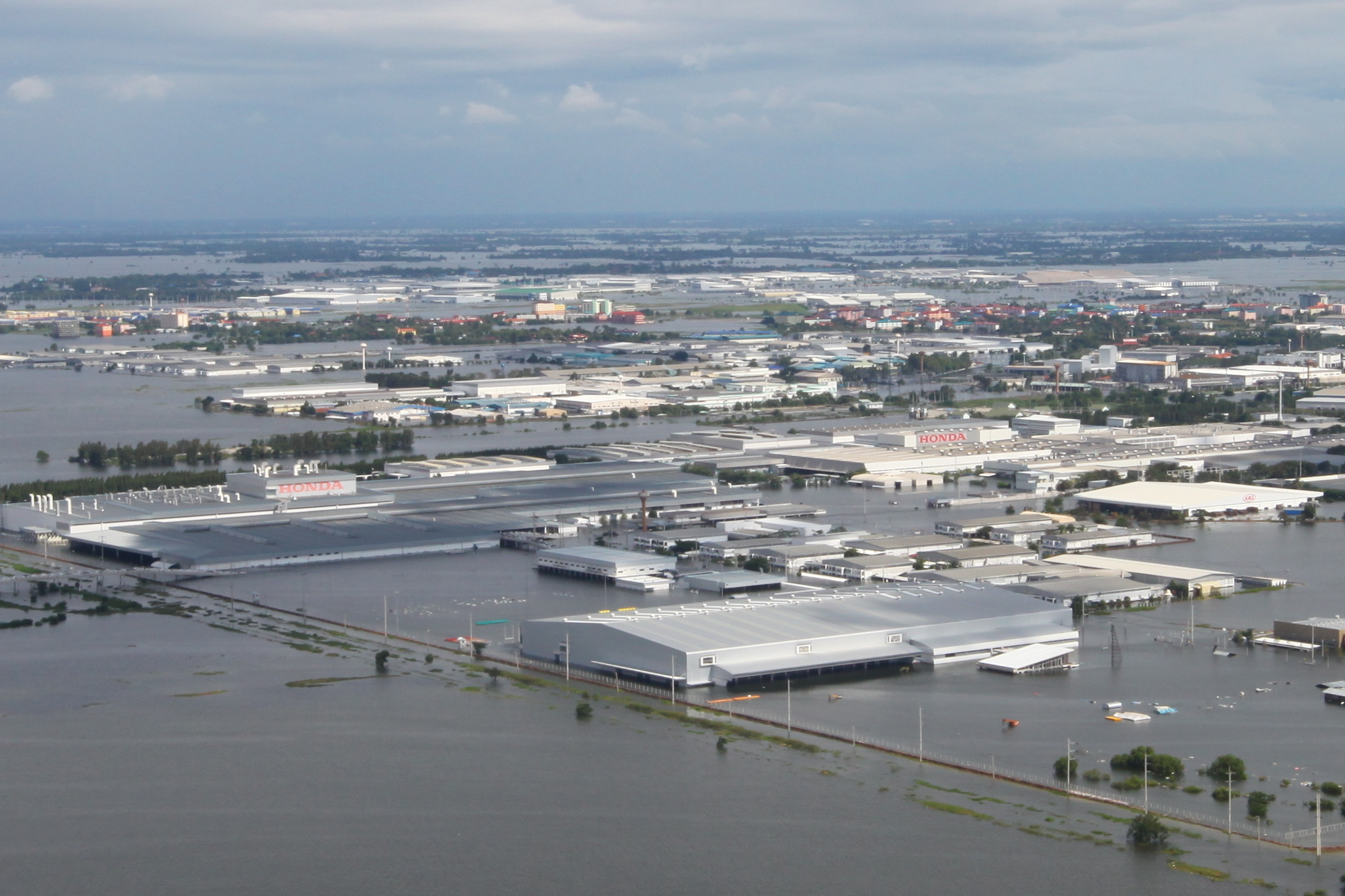
Überschwemmte Industrieanlagen in der Provinz Ayutthaya

Aufgrund von Überschwemmungen der wichtigsten Lieferanten von Trinkwasser kam es in weiten Teilen des Landes zu Engpässen bei der entsprechenden Versorgung. In allen größeren Supermärkten gab es kein Trinkwasser mehr zu kaufen, was aber auch auf mangelhafte Logistik zurückzuführen ist. Der Binnenflughafen Don Mueang musste am 25. Oktober wegen Überflutung geschlossen und die dort eingerichteten Notunterkünfte evakuiert werden. Da durch die Überflutung vieler Reisanbauflächen ein großer Teil der Ernte vernichtet wurde, rechnet man mit steigenden Preisen für Grundnahrungsmittel.
Neben dem direkten Schaden für die thailändische Wirtschaft gab es auch spürbare Auswirkungen auf die Weltwirtschaft. Lieferausfälle führten u. a. zur Knappheit von einigen elektronischen Bauelementen, die z. B. die Computer- und Autoindustrie beeinflussten. So schnellten z. B. die Preise für Computer-Festplatten in Deutschland auf dem Endverbrauchermarkt auf ein Mehrfaches in die Höhe.

## Nach der Flut

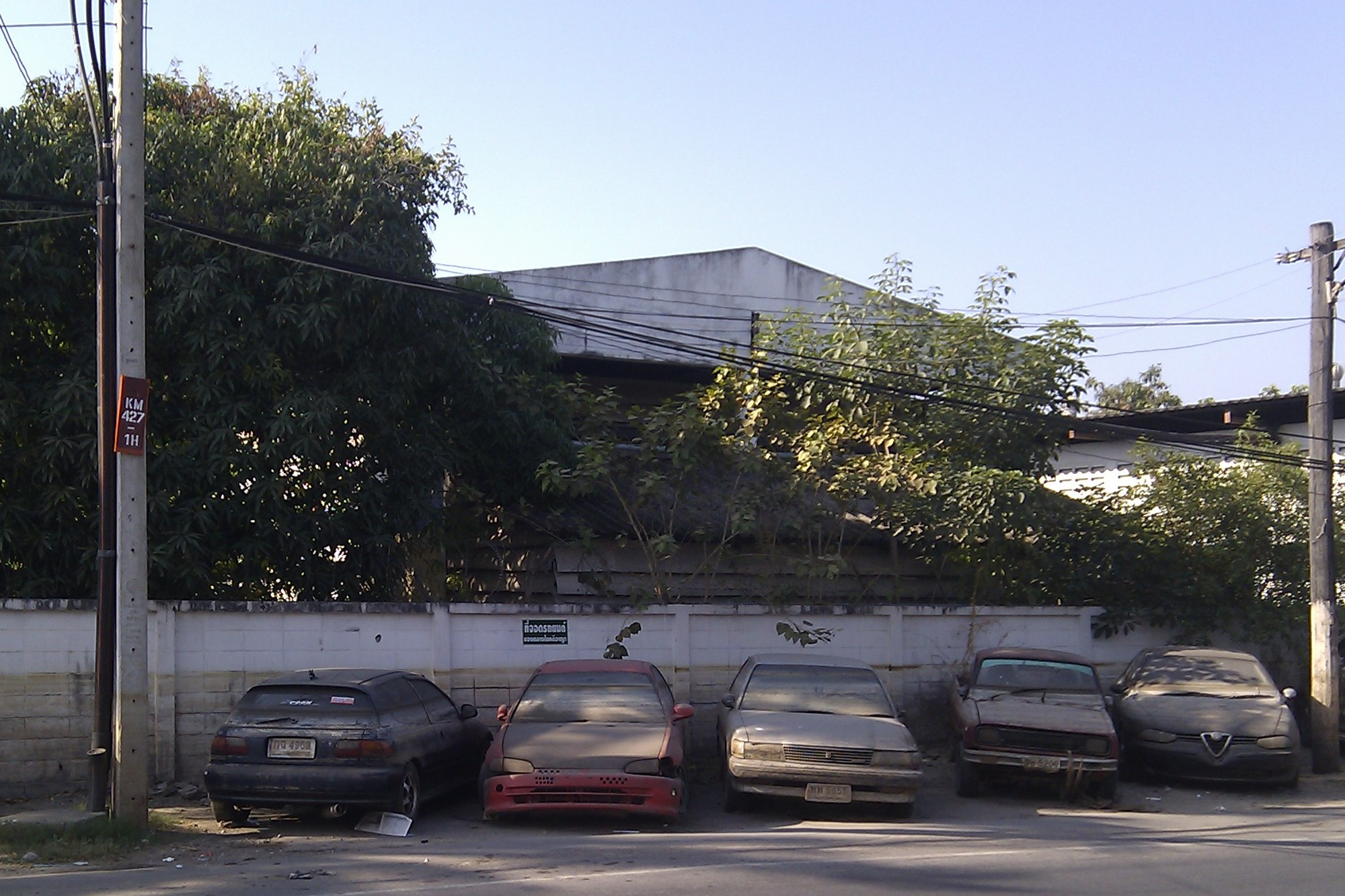
Autowracks nach der Flut; die braune Färbung der Mauer zeigt den höchsten Wasserstand

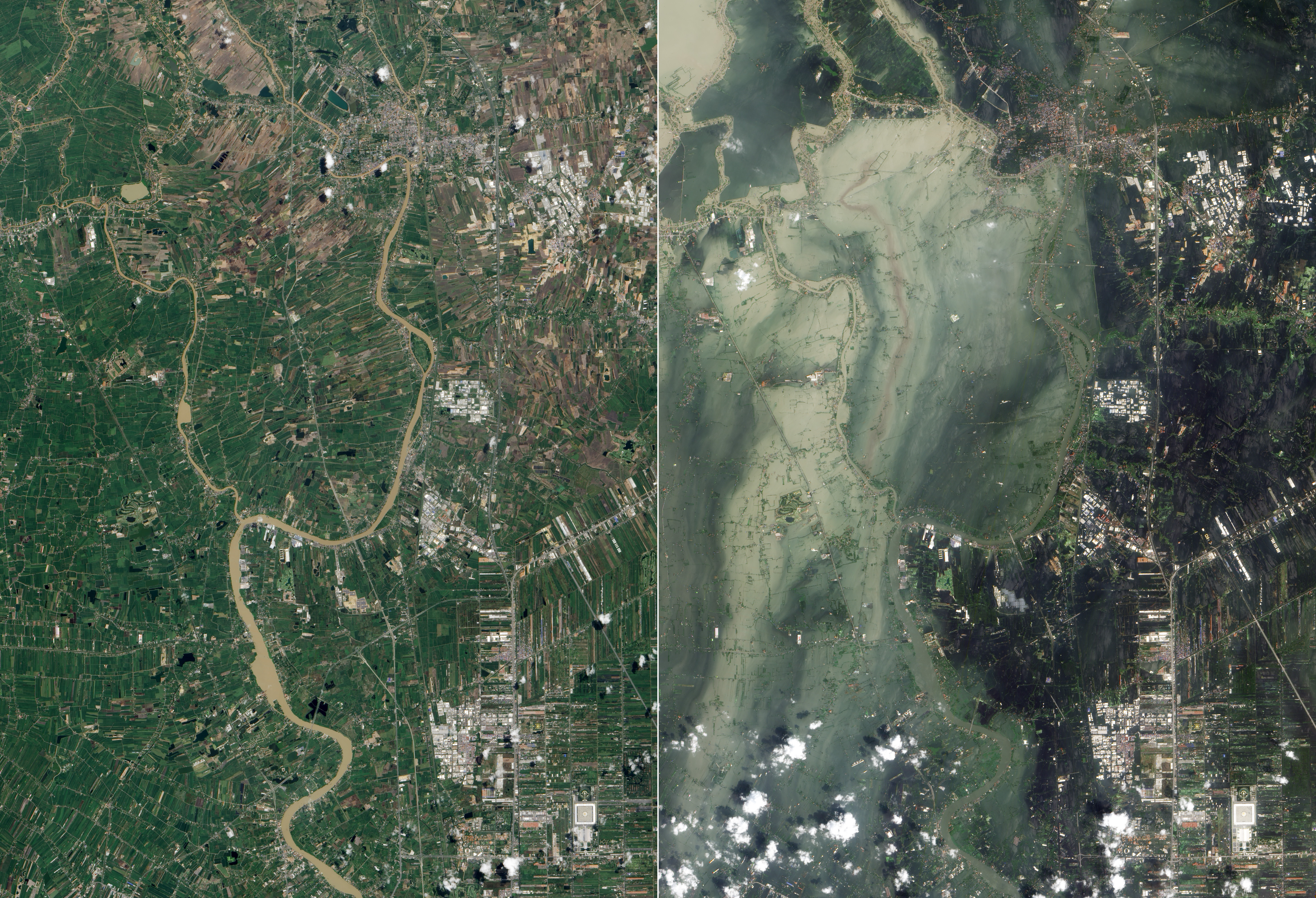
Überflutung in der Provinz Ayutthaya

Im Lauf des Dezembers normalisierte sich die Lage. Unzählige Autowracks kamen zum Vorschein, außerdem hatte das Wasser Unmengen von Müll überall in den betroffenen Gebieten verteilt. Die Bevölkerung wurde aufgefordert, sich an Reinigungsaktionen zu beteiligen.